# Little Mac
Little Mac est le boxeur que le joueur contrôle dans les jeux de la série Punch-Out!!. C'est un jeune boxeur de 17 ans venant du Bronx qui tente de s'imposer au fil des combats de boxe pour devenir un champion incontesté. Il a la peau blanche, des cheveux noirs courts, les yeux verts et un short vert. Après une apparition dans les nombreuses adaptations du premier opus sur NES, il semblait voué à l'oubli, mais après près de vingt ans de silence radio, il réapparaît dans de nombreux jeux de la franchise Nintendo sur Wii.

## SérieSuper Smash Bros.
Little Mac apparait pour la première fois en 3D dans Super Smash Bros. Brawl, dans lequel il ne tient pas le rôle de personnage jouable, mais celui de Trophée Aide, une sorte d'invocation qui aide son déclencheur. Il assiste donc le joueur et enchaîne les coups de poing dévastateurs sur les adversaires.
Little Mac fait par la suite une apparition en tant que personnage jouable dans Super Smash Bros. for Nintendo 3DS / for Wii U et dans Super Smash Bros. Ultimate.

## Captain Rainbow
Ce jeu regroupe un grand nombre de stars déchues ou impopulaire de l'univers Nintendo, tel que Birdo, Takamaru, Lip de Panel de Pon ou les infanteries de Famicom Wars. Little Mac apparait donc avec... un léger problème de poids. En effet depuis son jeu, il se laisse un peu aller. Ce sera donc le rôle du joueur de le remettre dans la compétition et l'aider à retrouver la ligne.

## Punch-Out
Le jeu Punch-Out!! fait son retour sur la Wii en 2009, et le joueur y incarne de nouveau Little Mac. La nouveauté de cet opus est la jouabilité avec le combo Wiimote/Nunchuk qui change radicalement le gameplay par rapport au tout premier opus.